# Tachytrechus transitorius
Tachytrechus transitorius är en tvåvingeart som beskrevs av Becker 1917. Tachytrechus transitorius ingår i släktet Tachytrechus och familjen styltflugor. Inga underarter finns listade i Catalogue of Life.